# Harumi Honda
Harumi Honda, (en japonès: 本田晴美, 12 de novembre de 1963) va ser un ciclista japonès, que s'especialitzà amb la pista. Va guanyar una medalla d'or al Campionat del món de keirin de 1987.

## Palmarès
- 1987
  -  Campió del món en Keirin
- 1988
  - Campió d'Europa en Velocitat